# Majara Agrahara, Koratagere
Majara Agrahara là một làng thuộc tehsil Koratagere, huyện Tumkur, bang Karnataka, Ấn Độ.